# 란드리아노 전투
란드리아노 전투는 코냑 동맹 전쟁 기간인 1529년 6월 21일에 생폴 백작(프랑수아 드 부르봉)이 이끄는 프랑스 군과 테라노바 공작 (안토니오 데 레이바)이 이끄는 제국-스페인 연합군 사이에 벌어진 전투이다. 프랑스군은 궤멸당하며 황제 카를 5세와 북이탈리아의 지배권을 두고 싸우던 프랑수아 1세는 야망을 접어야 했다.

## 배경
1528년 4월에 나폴리 공성전이 시작되었다. 제노바 출신 해군제독 안드레아 도리아는 프랑스 편에 가담하여 나폴리를 해상에서 봉쇄해 버렸다. 그러나 7월에 도리아 제독은 신성로마 황제 카를 5세와 새로운 용병계약을 한 후 전장을 이탈하면서, 나폴리 항구에 대한 해상봉쇄를 풀어버렸다.
이후 나폴리 공성전은 8월경에 프랑스군의 실패로 끝났다. 프랑스 진영에서 흑사병이 발생하여 많은 프랑스 병사와 지휘관들이 사망하였기 때문이다. 8월 15일에 프랑스 지휘관 로트레크 자작 (오데 드 푸아)이 사망 후, 지휘권을 이어받은 조반니 루도비코 디 살루초가 8월 29일에 프랑스 군대를 철수시켰다. 철수하던 프랑스 군대는 오랑주 공 (필리베르 드 샬롱)이 이끄는 제국-스페인 연합군의 추격전으로 인해 큰 피해가 발생하였다. 얼마 안 있어 이탈리아 남부에 있던 프랑스군 전체가 항복을 하였다.
1528년 8월과 1529년 6월 사이 프랑스 국왕 프랑수아 1세와 신성 로마 황제 카를 5세간의 활발한 외교 활동으로 바르셀로나 조약이 발생했다.

생폴 백작의 문장.

## 교전
프랑스 왕 프랑수아 1세는 파비아 인근의 롬바르디아 지역인 란드리아노에 군대를 주둔시키고 있었다. 1529년 6월 21일 생폴 백작 휘하의 프랑스군과 테라노바 공작 (안토니오 데 레이바)가 이끄는 스페인군 사이에 교전이 벌어졌다. 이 전투에서 프랑스 군이 전멸 당하면서, 국왕 프랑수아 1세는 완전히 전의를 상실하고 말았다. 프랑스군 지휘관 생폴 백작(프랑수아 드 부르봉)은 포로로 잡혔고, 밀라노는 카를 5세의 완전한 통제권하에 놓이게 되었다.

## 여파
란드리아노에서 프랑스의 패배와 바르셀로나 조약으로 프랑수아 1세가 신성 로마 황제와 협상을 시작해야한다는 의무감을 느겼다. 8월 3일 프랑수아의 어머니 루이사 디 사보이아와 황제의 이모 오스트리아의 마르가레테는 캉브레 조약을 체결했다. 프랑수아는 그의 두 아들을 귀환시켰지만, 조건은 그가 이탈리아를 포기해야만 했고, 베네치아인들과 페라라 공작에게 점령한 땅을 신성 로마 황제와 교황 클레멘스 7세에 돌려줄 것을 설득해야만 했으며, 이탈리아와 독일의 일에 간섭하지 않고, 개신교들과의 싸움에 협조하며, 200,000 두카트의 보상금과 카를 5세의 대관식을 위해 이탈리아로 갈 때 배 4척, 갤리선 12척, 갈레온 4척을 제공하는 것이였다.
이 조약은 부르고뉴 공국에 대한 언급이 없었는데, 이 침묵이 마드리드 조약에서 프랑수아에게 가해지는 굴욕적인 상황을 조장했다.

## 같이 보기
- 피렌체 공성전 (1529–30년)
- 밀라노 공국 관리자 목록

## 참고 서적
- Cadenas y Vicent, Vicente. España en Italia. La Herencia Imperial de Carlos V en Italia: El Milanesado (1978) Madrid.
- Hassall, Arthur. France Mediaeval and Modern a History  (2009) BiblioBazaar. LLC.
- Konstam, Angus. Pavia 1525: The Climax of the Italian Wars. Oxford: Osprey Publishing (1996) ISBN 1-85532-504-7
- Taylor, Frederick Lewis. The Art of War in Italy (1494–1529). Greenwood Press (1973) ISBN 0-8371-5025-6
- Guicciardini, Francesco. The History of Italy. Translated by Sydney Alexander. Princeton: Princeton University Press (1984) ISBN 0-691-00800-0
- Blockmans, Wim. Emperor Charles V (1500–1558). Translated by Isola van den Hoven-Vardon. New York: Oxford University Press (2002) ISBN 0-340-73110-9

틀:스페인 제국